# Götter der Pest
Götter der Pest is een West-Duitse misdaadfilm uit 1970 onder regie van Rainer Werner Fassbinder.

## Verhaal
Franz Walsch wordt vrijgelaten uit de gevangenis. Hij gaat op zoek naar zijn vriendin Johanna Reiher, die nog altijd verliefd op hem is. Hij verlaat haar echter al gauw voor Margarethe. Daarna besluit hij om samen met de kleine crimineel Günther een supermarkt te overvallen.

## Rolverdeling
| Acteur                | Personage                            |
| --------------------- | ------------------------------------ |
| Hanna Schygulla       | Johanna Reiher                       |
| Margarethe von Trotta | Margarethe                           |
| Harry Baer            | Franz Walsch                         |
| Günther Kaufmann      | Günther                              |
| Carla Egerer          | Carla Aulaulu                        |
| Ingrid Caven          | Magdalena Fuller                     |
| Jan George            | Politieagent                         |
| Lilo Pempeit          | Moeder                               |
| Marian Seidowsky      | Marian Walsch                        |
| Micha Cochina         | Joe                                  |
| Yaak Karsunke         | Commissaris                          |
| Hannes Gromball       | Chef van de supermarkt               |
| Irm Hermann           | Barmeid                              |
| Kurt Raab             | Gast in de kroeg (niet-gecrediteerd) |